# Besleria hutchisonii
Besleria hutchisonii är en tvåhjärtbladig växtart som beskrevs av Conrad Vernon Morton. Besleria hutchisonii ingår i släktet Besleria och familjen Gesneriaceae. Inga underarter finns listade i Catalogue of Life.